# Pfarrkirche Haunoldstein

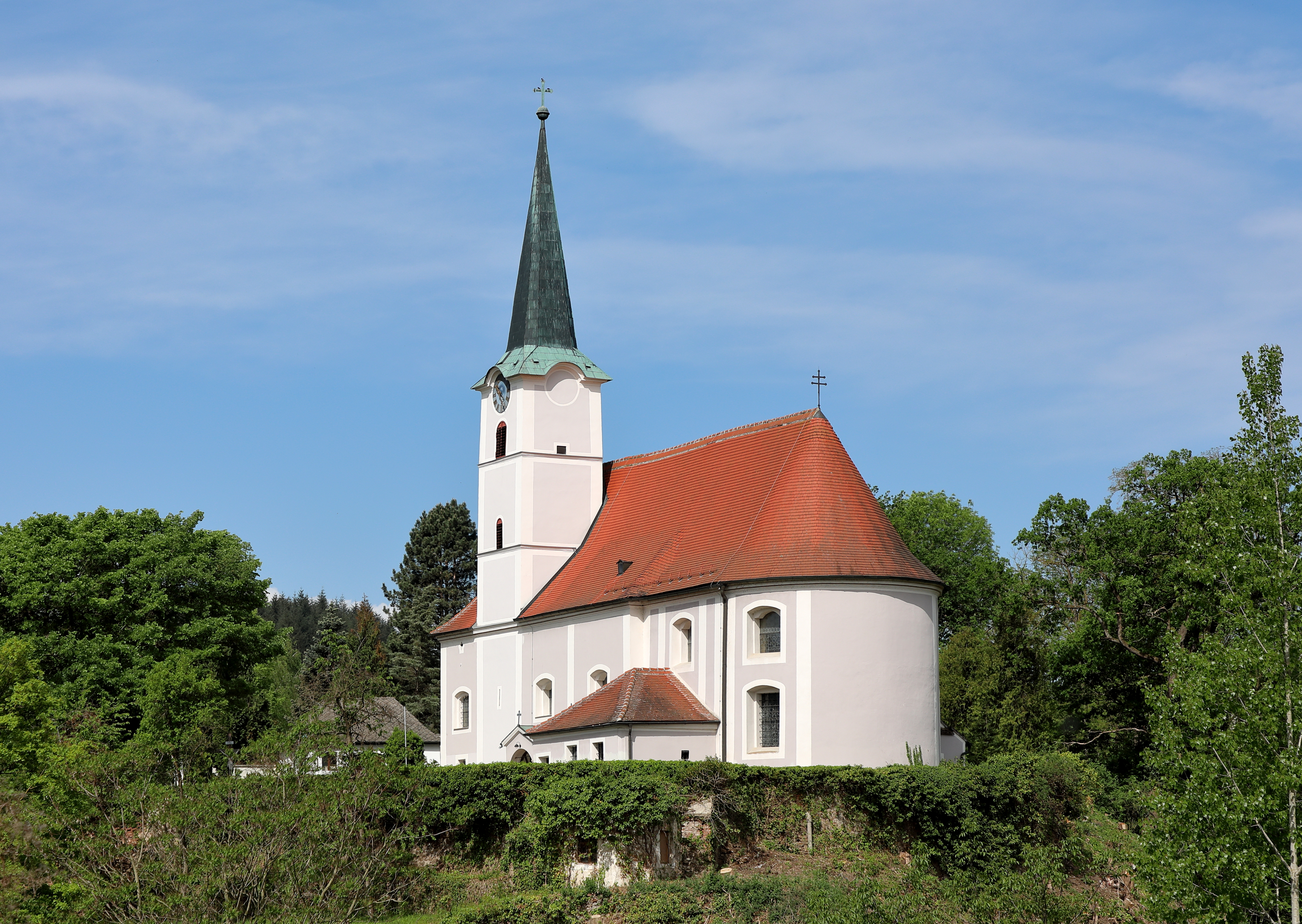
Katholische Pfarrkirche hl. Michael in Haunoldstein

Die Pfarrkirche Haunoldstein steht erhöht über dem Ort in der Gemeinde Haunoldstein im Bezirk St. Pölten-Land in Niederösterreich. Die dem Patrozinium hl. Michael unterstellte römisch-katholische Pfarrkirche gehört zum Dekanat Melk in der Diözese St. Pölten. Die Kirche und der Friedhof und der Stiegenaufgang stehen unter Denkmalschutz (Listeneintrag).

## Geschichte
Urkundlich wurde 1367 eine Pfarre genannt. Um 1580 wurde das Gewölbe des Langhauses und der Turm errichtet. Der Chor und das westliche Langhausjoch entstand 1745. Die Turmbekrönung erfolgte im Ende des 19. Jahrhunderts. 1980 war eine Restaurierung.

## Architektur
Die im Kern gotische Saalkirche hat einen voll in das Langhaus eingestellten Südturm und einen korbartig schließenden Chor und steht in einem ummauerten Friedhof, teils auf einer geböschten Futtermauer.
Das Kirchenäußere zeigt ein Langhaus und einen leicht eingezogenen etwas überhöhten Chor unter einem einheitlichen Walmdach mit gleicher Firsthöhe. Die Fenster mit Segmentbogen- und Rechteckformen liegen teils auf zwei Ebenen. Das Südportal mit dorischen Halbsäulen ist aus der zweiten Hälfte des 16. Jahrhunderts und steht in einer übergiebelten Vorhalle aus dem Ende des 18. Jahrhunderts. Der eingestellte dreizonig gegliederte Südturm trägt einen steilen Spitzhelm. Im südlichen Chorwinkel steht ein eingeschoßiger Sakristeianbau unter einem Walmdach aus 1745. Im nördlichen Chorwinkel steht eine Beichtkapelle unter einem Pultdach aus dem Ende des 19. Jahrhunderts.
Das Kircheninnere zeigt ein vierjochiges Langhaus, die zwei östlichen Joche vor dem Chor haben ein auf den Mittelpunkt bezogenes Netzrippengewölbe auf Wandpfeilern um 1580, das dritte Joch wird im Süden vom Turm eingenommen, das restliche dritte Joch ist mit einem Kreuzgratgewölbe überwölbt, die Westempore ist kreuzgratunterwölbt, ein breiter Gurtbogen leitet zum kreuzgratgewölbten und hinter dem Turm fortgeführten Westjoch aus 1745, welches auch die Empore erweitert. Die Kelheimer Platten des Fußbodens sind aus 1738. Der Triumphbogen ist leicht eingezogen. Der barocke Chor hat ein stichkappengewölbtes Chorjoch mit Gurtbögen, die Apsis hat Stichkappen auf abgetreppten Pilastern mit verkröpftem Gebälk.
Die Glasmalereien im Chor mit Herz Mariä und Herz Jesu entstanden 1893, im Langhaus mit christlichen Allegorien sind aus dem 20. Jahrhundert.

## Ausstattung
Der Hochaltar aus dem Ende des 18. Jahrhunderts ist ein in die Apsisrundung eingefügtes Doppelpilasterretabel mit Segmentbogengiebel und Auszug, das Altarblatt hl. Michael malte Theodor Petter 1856, am Auszug ist eine Pietà flankiert von zwei Engelsstatuen.
In der Westwand ist ein achteckiger spätgotischer Taufstein eingelassen.
Die Orgel bauten Max Zachistal und Franz Capek 1888 in einem späthistoristischen übergiebelten Gehäuse. Das Werk wurde durch Gregor Hradetzky 1961 umgebaut.

## Grabdenkmäler
- Neben dem Südportal steht ein Grabmal mit einer monumentalen Kreuzigungsgruppe aus der zweiten Hälfte des 19. Jahrhunderts mit einer Grabplatte aus 1883.
- In der Kirche an einem Wandpfeiler des Langhauses ein Epitaph aus Terrakotta zu Bernhard Haydn zum Dorff auf Hainperg und Gemahlin mit Kreuzigung 1589, darüber ist ein zugehöriges Terrakotta-Wappenschild.
- Im Boden unter der Empore Grabplatte 1738.